# 28851 Londonbolsius
28851 Londonbolsius è un asteroide della fascia principale. Scoperto nel 2000, presenta un'orbita caratterizzata da un semiasse maggiore pari a 2,4848513 UA e da un'eccentricità di 0,0430055, inclinata di 5,30559° rispetto all'eclittica.